# NGC 49
Az NGC 49 egy lentikuláris galaxis az Andromeda (Androméda) csillagképben.

## Felfedezése
Az NGC 49 galaxist Lewis A. Swift fedezte fel 1885. szeptember 7-én.

## Tudományos adatok
A galaxis 4774 km/s sebességgel távolodik tőlünk.